# Communauté de communes Sère - Garonne - Gimone
La communauté de communes Sère - Garonne - Gimone était une communauté d'agglomération française, située dans le département de Tarn-et-Garonne et la région Occitanie.

## Historique
Créée le 29 novembre 2006.
Au 1er janvier 2017, création de la Communauté de communes Terres des confluences par fusion de la Communauté de communes Terres de confluences et de la communauté de communes Sère - Garonne - Gimone et des communes de Saint-Porquier et La Ville-Dieu-du-Temple.

## Composition
Elle est composée des communes suivantes :
| Nom                               | Code Insee | Gentilé             | Superficie (km2) | Population (dernière pop. légale) | Densité (hab./km2) |
| --------------------------------- | ---------- | ------------------- | ---------------- | --------------------------------- | ------------------ |
| Saint-Nicolas-de-la-Grave (siège) | 82169      | Nicolaïtes          | 29,34            | 2 192 (2014)                      | 75                 |
| Angeville                         | 82003      | Angevillois         | 8,33             | 228 (2014)                        | 27                 |
| Castelferrus                      | 82030      | Castelferrusiens    | 8,39             | 438 (2014)                        | 52                 |
| Castelmayran                      | 82031      | Castelmayranois     | 15,96            | 1 175 (2014)                      | 74                 |
| Caumont                           | 82035      | Caumontois          | 15,22            | 327 (2014)                        | 21                 |
| Cordes-Tolosannes                 | 82045      | Cordois             | 15,77            | 348 (2014)                        | 22                 |
| Coutures                          | 82046      | Couturains          | 6,90             | 100 (2014)                        | 14                 |
| Fajolles                          | 82058      | Fajollais           | 9,32             | 96 (2014)                         | 10                 |
| Garganvillar                      | 82063      | Garganvillarais     | 22,34            | 674 (2014)                        | 30                 |
| Labourgade                        | 82081      | Bourgadois          | 5,49             | 181 (2014)                        | 33                 |
| Lafitte                           | 82086      | Lafittois           | 4,74             | 235 (2014)                        | 50                 |
| Montaïn                           | 82118      | Montaniens          | 4,04             | 109 (2014)                        | 27                 |
| Saint-Aignan                      | 82152      | Saint-Aignanois     | 4,85             | 415 (2014)                        | 86                 |
| Saint-Arroumex                    | 82156      | Saint-Arroumessiens | 9,63             | 158 (2014)                        | 16                 |

## Démographie
| 1999  | 2011  |
| ----- | ----- |
| 5 549 | 6 453 |

## Liste des présidents successifs
| Période                                  | Période  | Identité         | Étiquette | Qualité |
| ---------------------------------------- | -------- | ---------------- | --------- | ------- |
| 2006                                     | 2014     | Jean-Marie Bence |           |         |
| 2014                                     | en cours | Joël Capayrou    |           |         |
| Les données manquantes sont à compléter. |          |                  |           |         |